# Terminal de passagers de Riga
Terminal de passagers de Riga (letton : Rīgas pasažieru termināls) est un  terminal qui accueille le trafic maritime de passagers à Riga en Lettonie.
Les traversiers et les bateaux de croisière y accostent à proximité du centre ville. Le bâtiment a été construit en 1965.

## Destinations
Tallink : Riga - Stockholm (Départ quotidien de Riga à 17:30)

## Galerie

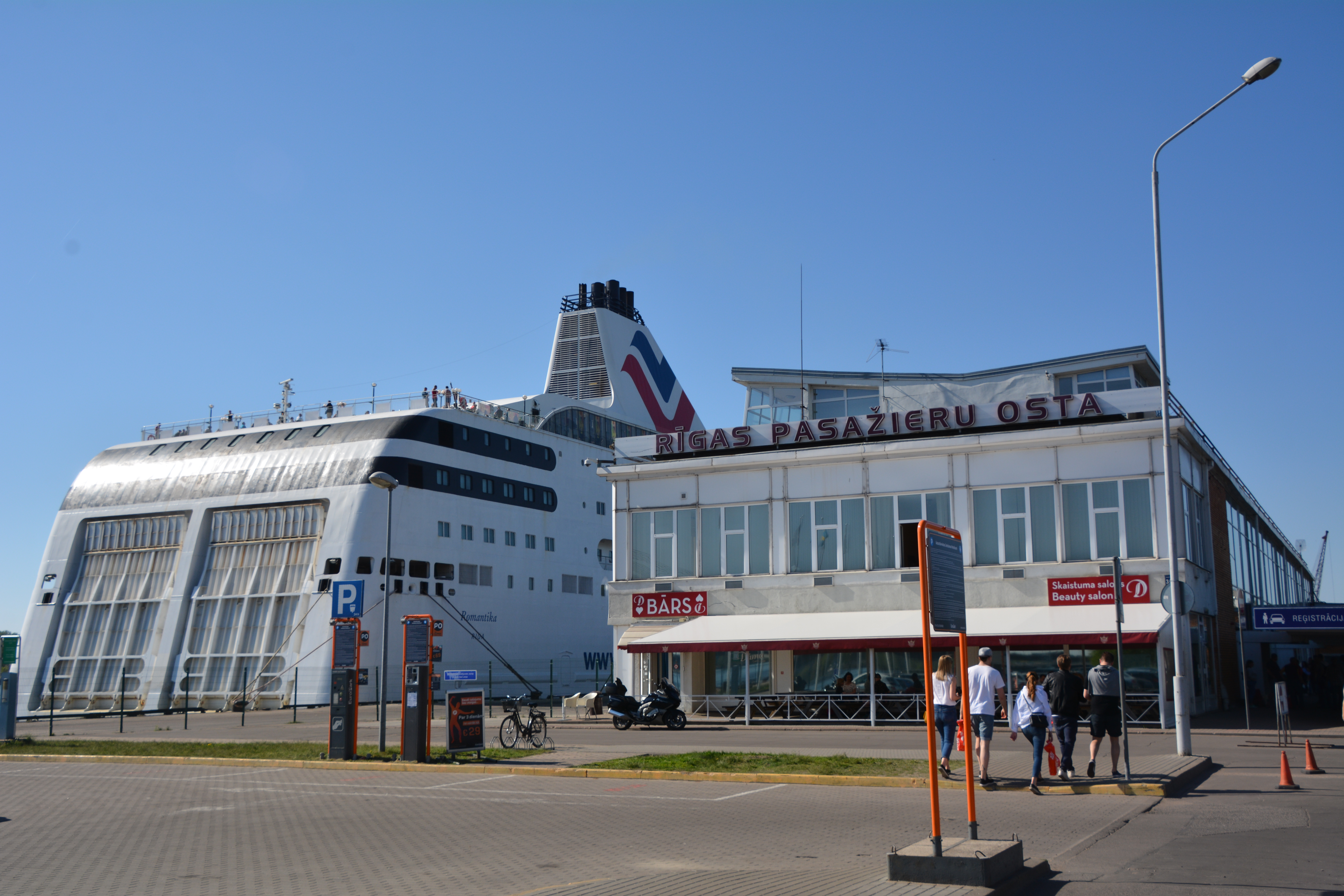
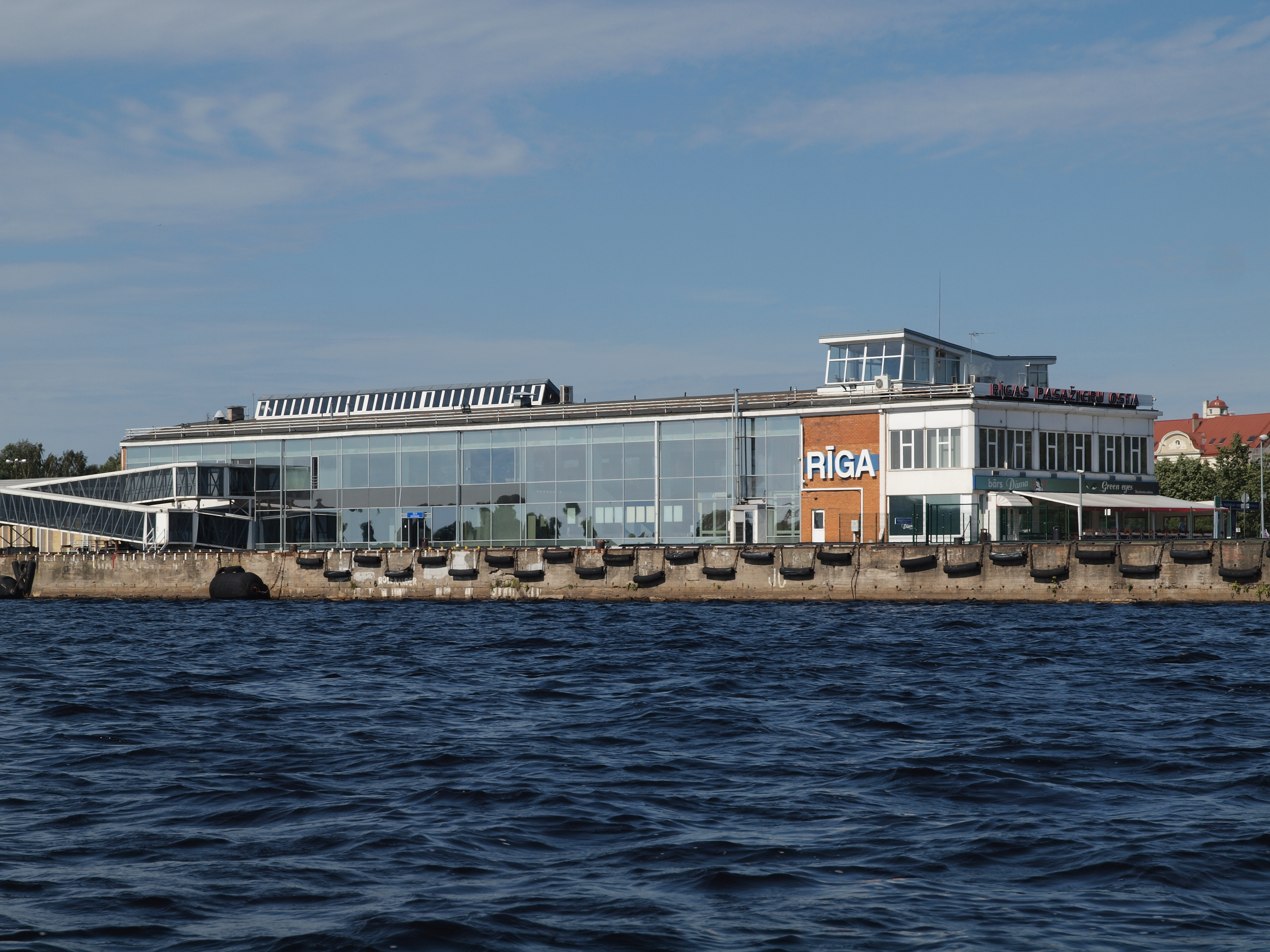
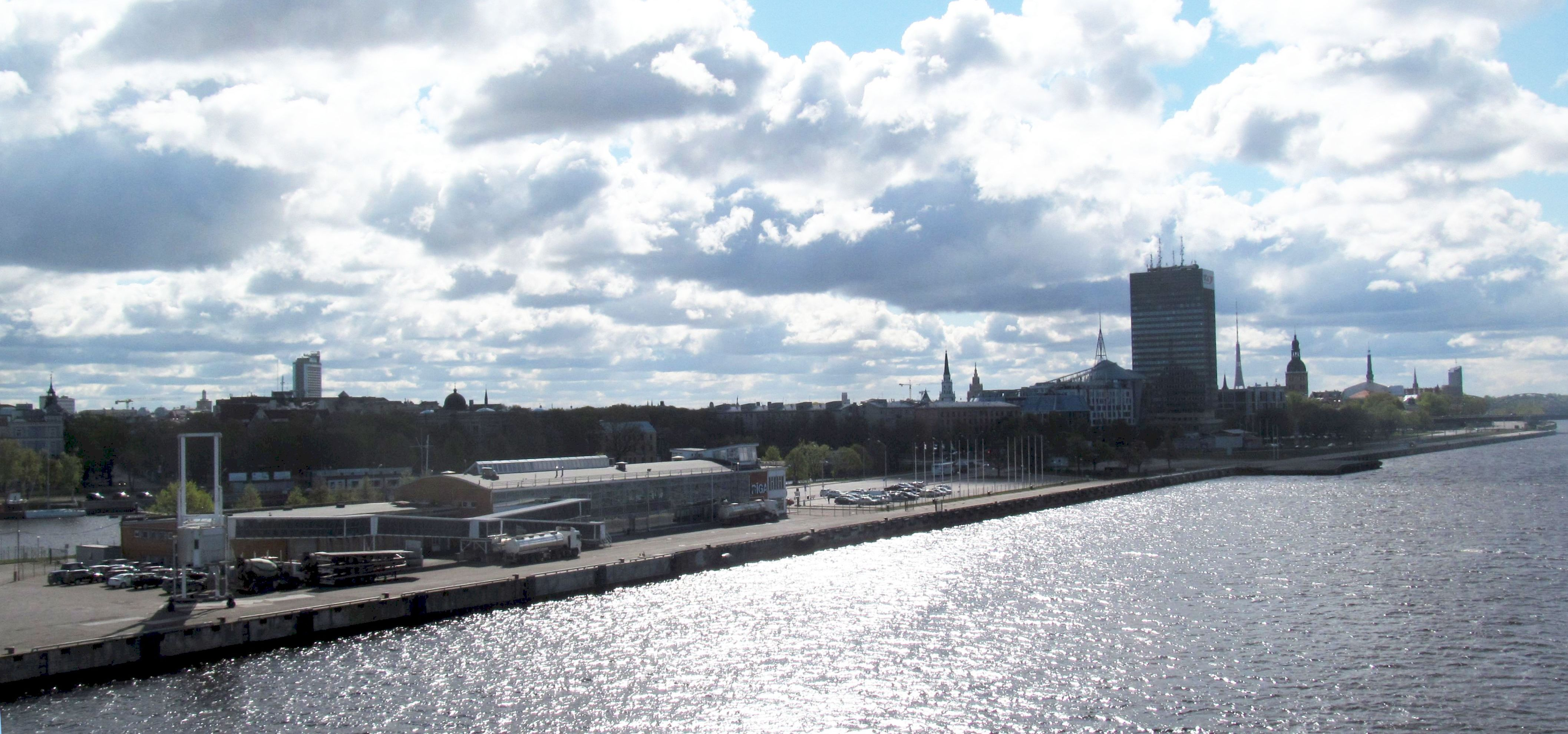

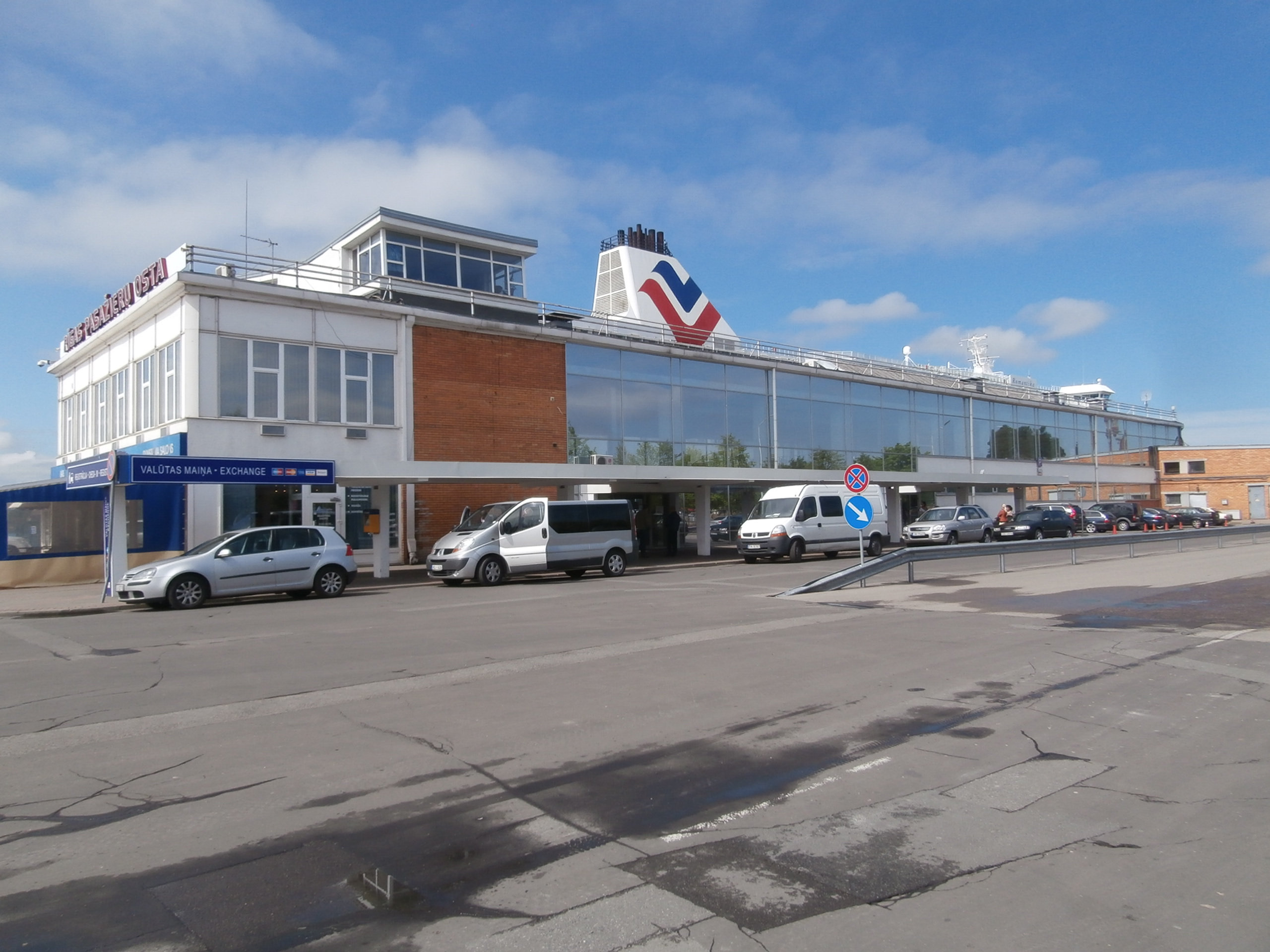
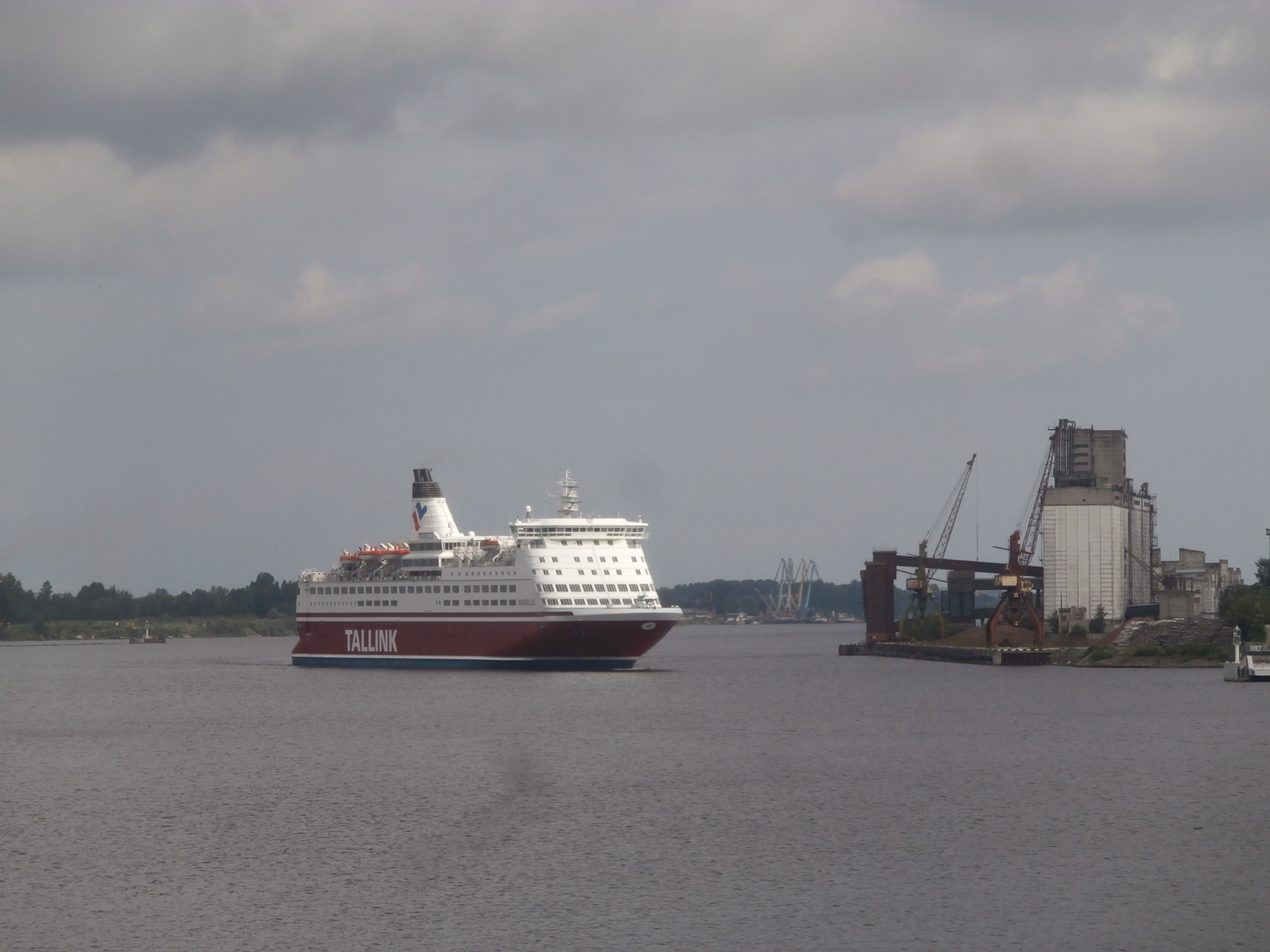
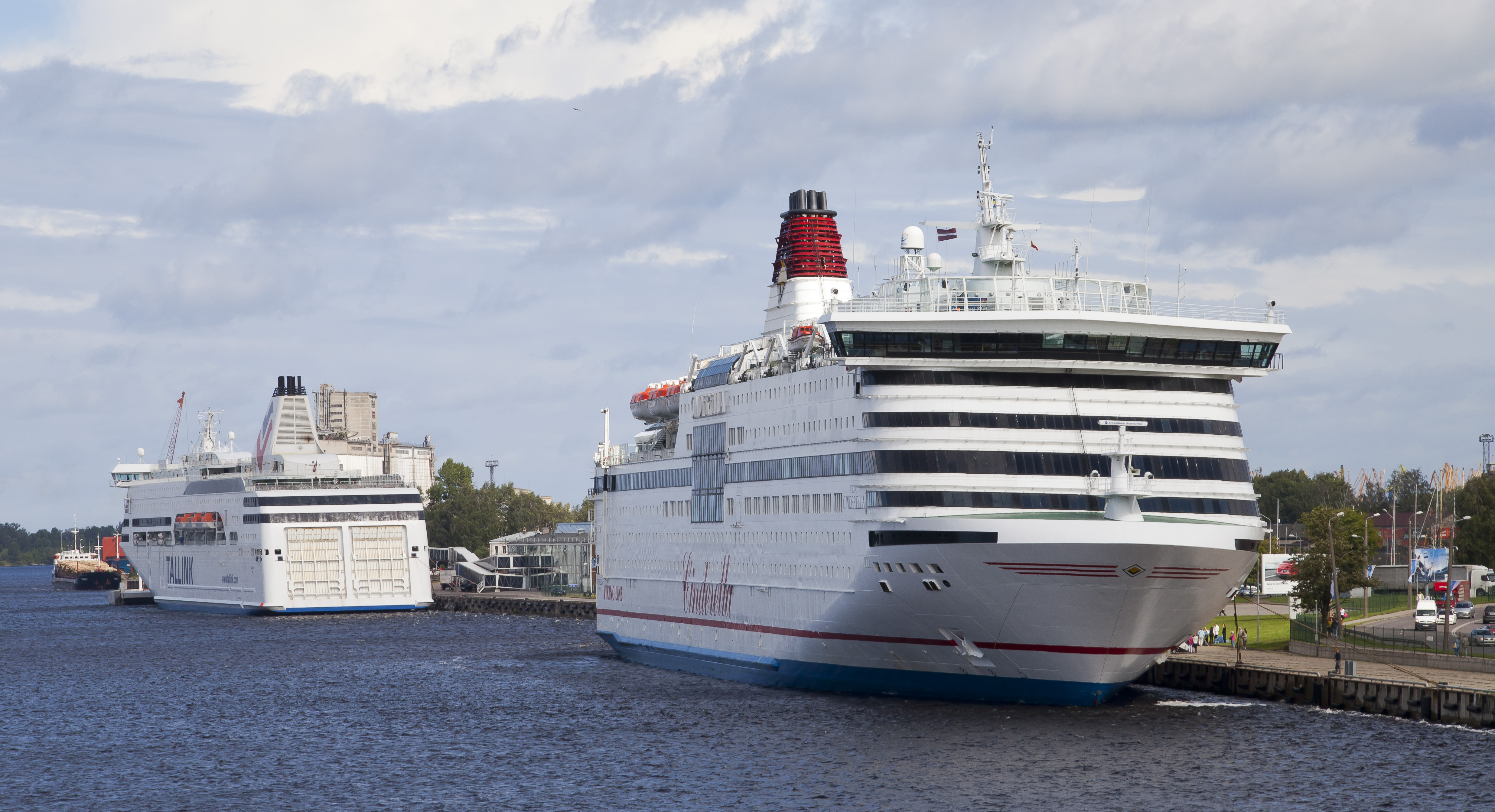

## Trafic
| Année | Passagers |
| ----- | --------- |
| 1990  | 38 100    |
| 1991  | 21 900    |
| 1992  | 84 000    |
| 1993  | 146 300   |
| 1994  | 80 200    |
| 1995  | 98 200    |
| 1996  | 33 500    |
| 1997  | 60 900    |
| 1998  | 100 800   |
| 1999  | 75 100    |

| Année | Passagers |
| ----- | --------- |
| 2000  | 60 600    |
| 2001  | 51 100    |
| 2002  | 156 800   |
| 2003  | 278 000   |
| 2004  | 229 400   |
| 2005  | 195 200   |
| 2006  | 246 900   |
| 2007  | 441 914   |
| 2008  | 503 594   |
| 2009  | 691 200   |

| Année | Passagers |
| ----- | --------- |
| 2010  | 764 000   |
| 2011  | 839 700   |
| 2012  | 814 755   |
| 2013  | 837 665   |
| 2014  | 737 865   |
| 2015  | 526 243   |
| 2016  | 581 577   |
| 2017  |           |
| 2018  |           |
| 2019  |           |